# Зума, Лионель
Лионе́ль Зума́ (фр. Lionel Zouma; 10 сентября 1993) — французский футболист центральноафриканского происхождения, центральный защитникшвейцарского клуба «Веве Юнайтед». 

## Клубная карьера
«Сошо»
Лионель является воспитанником французского клуба «Сошо». Его профессиональный дебют за эту команду состоялся 16 октября 2011 года в матче против «Валансьена».
«Астерас»
12 июля 2016 года подписал трёхлетний контракт с греческим клубом «Астерас».

## Личная жизнь
Его родители иммигрировали во Францию из ЦАР. У Лионеля есть младший брат Курт, также футбольный защитник, выступающий за английский клуб «Вест Хэм Юнайтед». 